# 코트야드 바이 메리어트
코트야드 바이 메리어트는 메리어트 인터내셔널이 소유한 미국의 호텔 브랜드이다. 메리어트의 고가 브랜드 중 하나로, 5성급 호텔을 자랑하며, 주로 비즈니스 여행객을 대상으로 하지만, 여행 중인 가족들도 수용하고 있다. 2020년 6월 30일 기준으로, 전 세계에 1,254개의 코트야드 메리어트 호텔이 있으며, 총 187,095개의 객실을 보유하고 있다. 또한, 49,335개의 객실을 가진 288개의 호텔이 추가로 계획 중에 있다.

## 참조주
1. ↑  “Courtyard”. 《Marriott Hotels Development》 (미국 영어). Marriott International. 2020년 8월 20일에 확인함.